# Sherlock Holmes III
 For alternative betydninger, se Sherlock Holmes (flertydig). (Se også artikler, som begynder med Sherlock Holmes)
Sherlock Holmes III er en dansk 14 minutter lang stumfilm fra 1908 instrueret af Viggo Larsen, der også spiller filmens hovedrolle som Sherlock Holmes. Filmen er produceret af Nordisk Films Kompagni og blev udgivet i Danmark under titlen Det hemmelige Dokument, og i tysktalende lande under titlen Sherlock Holmes im Gaskeller.
Filmens manuskript er skrevet af Viggo Larsen.

## Medvirkende
- Viggo Larsen som Sherlock Holmes
- Holger-Madsen
- Julie Henriksen
- Einar Zangenberg